# Апостольський король
Апостольський Король - спадковий титул, який надається Папою Римським королям за особливі заслуги перед католицизмом. 
Найбільш відомим та широковживаним є титул, який носив король Угорщини. 

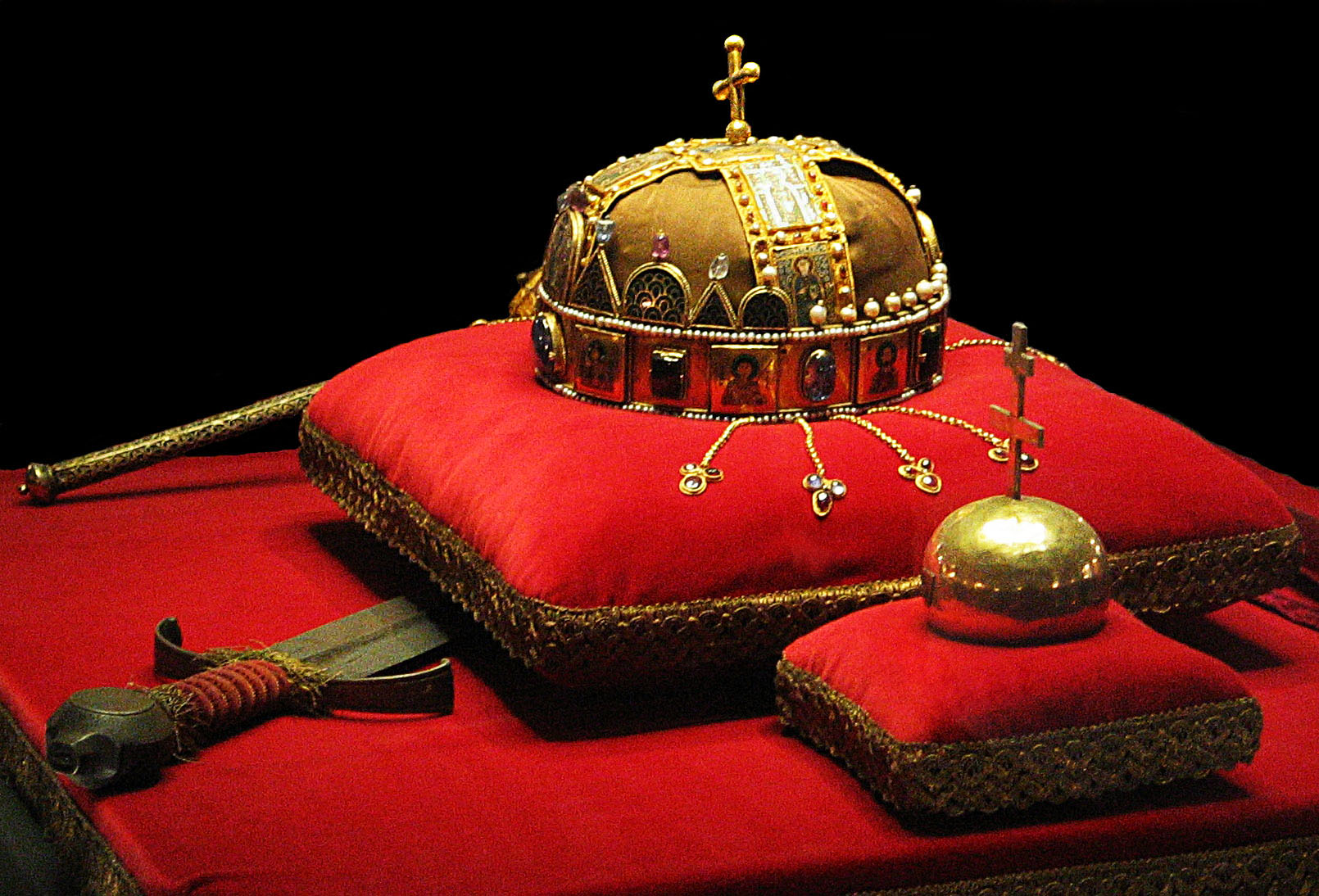
Корона короля Угорщини

## Історія
Династія Габсбурґів вважала себе спадкоємцями Святого Стефана (близько 997-1038), і стверджувала, що папа Сильвестр II обдарував цим титулом короля Стефана. Зусилля цього короля з християнізації своєї країни та інших сусідніх країн привели до того, що в католицизмі його вважали рівноапостольним. 
Після угорських королів цей титул вперше використав імператором Священної Римської імперії Леопольд I.
Схожі титули, також надані Папами Римськими, використовували також католицькі королі й імператори Іспанії, Португалії та Франції.  
Слід відзничити, що до 1000 р. вважалося, що право надавати титул "короля" європейським монархам є тільки в імператора Священної Римської імперії. Тут, вперше в історії папства, Папа дає королівський титул, тим самим посягає на імператорської прерогативи. Отто III, який був тоді імператором, не чинив опір цим папське "порушенням" його прав. Пізніше Папи продовжували надавати титул "королів" на свій розсуд. Цей акт Сильвестра II, отже, є важливою віхою в історії розвитку папських прерогатив.